# Otto Folin
Otto Knut Olof Folin (4 aprile 1867 – 25 ottobre 1934) è stato un chimico svedese naturalizzato statunitense.Noto per il suo lavoro innovativo presso l'Università di Harvard sui micrometodi pratici per la determinazione dei costituenti del sangue filtrato senza proteine e per la scoperta della presenza nei muscoli del creatinfosfato.

## Biografia
Nacque ad Åseda, nel landskap dello Småland, in Svezia. Settimo di dodici figli di Nils Magnus Folin e Eva Olson. Si trasferì in America all'età di quindici anni insieme a due fratelli e una zia già residente. Ha proseguito i suoi studi nel comune di Stillwater in Minnesota. Si trasferì poi a Minneapolis per frequentare l'università del Minnesota terminando gli studi nel 1892.

## Carriera
Nel 1896, Folin ritorna in Svezia ed inizia la sua ricerca nel laboratorio del professor Olof Hammersten, presso l'Università di Uppsala. Dal 1897 lavora nel laboratorio del chimico Ernst Leopold Salkowski presso l'Istituto di Patologia Charité a Berlino. Nel 1890 diventa cittadino degli USA, ed entra all'Università di Chicago, conseguendo il dottorato di ricerca nel 1898.
Nel 1899 venne promosso assistente professore presso la West Virginia University. Nel 1900 si trasferì al McLaren Hospital di Boston, come ricercatore di biochimica, infine, nel 1907, si sposta presso la Harvard Medical School, come professore associato di chimica organica, diventando il professore di Hamilton Kuhn, a sua volta futuro professore emerito in Chimica Organica e Farmacologia Molecolare nel 1909. Insieme a Vintilă Ciocâlteu Otto Folin crea una miscela in soluzione acquosa, chiamato reattivo di Folin-Ciocâlteu, utile a individuare i polifenoli. Nel 1920 insieme a Hsien Wu sviluppa il metodo Folin-Wu per analizzare il glucosio nel sangue filtrato senza proteine.
Nel 1909 venne eletto presidente della American Society of Biological Chemists. Fu membro del collegio editoriale del Journal of Biological Chemistry. Nel 1930 fu premiato con la medaglia della Swedish Chemical Society.

## Alcuni lavori
- Approximately complete analyses of thirty "normal" urines[6] (1905)
- Chemical problems in hospital practice[7] (1908)
- Nitrogen retention in the blood in experimental acute nephritis in the cat[8] (1912)
- Preservatives and other chemicals in foods: Their use and abuse[9](1914)
- On the determination of creatinine and creatine in urine[10] (1914)
- Recent biochemical investigations on blood and urine;: Their bearing on clinical and experimental medicine[11](1917)
- A System of Blood Analysis by Folin and Wu[12] (1919)
- Laboratory Manual of Biological Chemistry with Supplement[13](1925)